# إنترلنغوا بيانو
إنترلنغوا بيانو، وتعرف أيضا باللاتينية بدون تصريف (بالإيطالية : Latino sine flexione) وتعرف اختصارا ب LsF أو IL لغة مصطنعة ولغة مساعدة دولية تم إحداثها ووضع قواعدها من طرف عالم الرياضيات الإيطالي جوزيبه بيانو سنة 1903.
هي تبسيط للغة اللاتينية يقضي بحذف تغيرات الكلمات الناتجة عن التصريف مع إضافة المصطلحات التي لا تتوفر على مقابلات في اللغة اللاتينية من اللغات الرومانيقية الحديثة، خصوصا الفرنسية والإيطالية.

## تاريخ المشروع
عرض جوزيبه بيانو أهداف مشروعه سنة 2003 في مقالة بعنوان "اللاتينية بدون تصريف كلغة مساعدة عالمية" (باللاتينية: De Latino sine Flexione, Lingua Auxiliare Internationale) في مجلة الرياضيات Revista de Mathematica حيث دافع عن طرح لايبنيتس في اعتبار اللاتينية لغة كونية، وعارض فيه المشاريع السائدة آنذاك لابتكار لغات مساعدة دولية معتبرا إياها دون جدوى باعتبار أن اللاتينية لديها كل المقومات لكي تكون لغة كونية للعلوم والرياضيات.
استهل بيانو مقالته بلاتينية قديمة (كلاسيكية) وبتقدم النص قام بتطبيق مشروعه اللغوي تدريجيا بالاستغناء عن قواعد التصريف (عدم تغيير بنية الكلمات في الجمع أو بنية الأفعال الزمنية) إلى غاية الوصول إلى اللاتينية المبسطة التي كان يطمح إليها في نهاية النص.
في 1904، أصدر بيانو معجما مقارنا للغته المصطنعة بمقابلات باللغات الإنجليزية والفرنسية والألمانية والإسبانية والإيطالية والروسية واليونانية والسانسكريتية.
تم إصدار كتابين في 1909 و1915، أكثر شمولا يضمان إضافة إلى المعجم المقارن مع اللغات الأوروبية شروحا حول قواعد النحو والتصريف للغة الجديدة.
في المجموع، تم استعمال اللغة في العديد من المقالات والمنشورات العلمية (في الرياضيات خصوصا) واللسانية إلى غاية 1950.

## مقالات ذات صلة
- لغة مصطنعة
- جوزيبه بيانو